# Аламоса Ист (Колорадо)
Аламоса Ист (енгл. Alamosa East) насељено је место без административног статуса у америчкој савезној држави Колорадо.

## Демографија
По попису из 2010. године број становника је 1.458, што је 70 (-4,6%) становника мање него 2000. године.
| Група             | 2000.       | 2010.       |
| Белци             | 638 (41,8%) | 616 (42,2%) |
| Афроамериканци    | 7 (0,5%)    | 3 (0,2%)    |
| Азијати           | 14 (0,9%)   | 13 (0,9%)   |
| Хиспаноамериканци | 831 (54,4%) | 789 (54,1%) |
| Укупно            | 1.528       | 1.458       |